# Termez

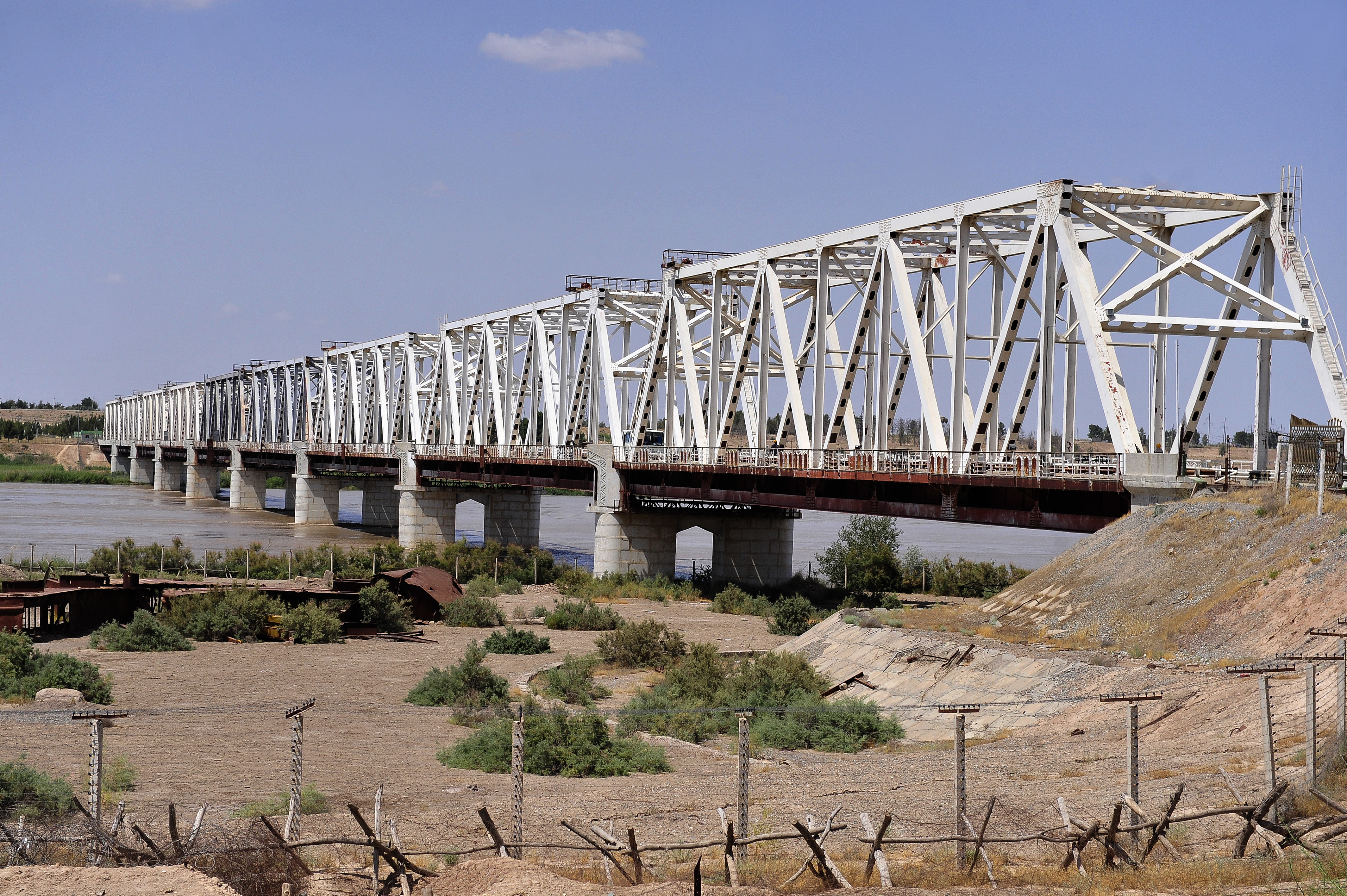
Drogowo-kolejowy Most Przyjaźni nad rzeką Amu-darią - jedyne przejście graniczne pomiędzy Uzbekistanem a Afganistanem.

Termez (uzb. Termiz) – miasto w południowo-wschodniej części Uzbekistanu, port na prawym brzegu Amu-darii, ośrodek administracyjny wilajetu surchandaryjskiego. W 2016 roku liczyło ok. 135,7 tys. mieszkańców.
Ośrodek przemysłu spożywczego, materiałów budowlanych, oczyszczalnie bawełny; najwyższe w Uzbekistanie temperatury letnie (maksymalnie do 50 °C); muzeum; ruiny zamku Kyrk Kyz (IX wiek), mauzolea: Hakim at-Tirmizi (IX-XV wiek) i Sułtan Saadat (XI-XVII wiek).

## Historia
Jedno z najstarszych miast Baktrii, jeszcze przed podbojem arabskim było wielkim miastem z 10 klasztorami buddyjskimi; w późniejszym okresie, zwłaszcza za Samanidów słynęło z ogrodów, meczetów, bazarów i ulic wykładanych cegłą; prawie 5 hektarów zajmowała tylko dzielnica metalurgów; zburzony 1220 przez Mongołów, odrodził się w XV wieku i istniał do XVIII wieku; w połowie XIX wieku 7 kilometrów od Termezu powstała osada, które wkrótce przekształciła się w miasto, nazwane 1928 Termezem.

## Geografia
Termez to najbardziej wysunięte na południe miasto Uzbekistanu. Znajduje się na prawym brzegu rzeki Amu-darii, wzdłuż której przebiega granica pomiędzy Uzbekistanem a Afganistanem.

## Zabytki
| Zdjęcie | Nazwa                                      | Opis |
| ------- | ------------------------------------------ | --- |
|         | Państwowe Muzeum Archeologiczne w Termezie | Jedno z największych muzeów archeologicznych w Uzbekistanie. Posiada bogatą kolekcję eksponatów, które dotyczą starożytnej historii Transoksanii, Sogdiany, Baktrii, Partii, starożytnego Iranu, zaratusztrianizmu, nestorianizmu i buddyzmu, a także islamu. |
|         | Mauzoleum Al-Hakima al-Tirmizi             | Jest tu pochowany słynny suficki teolog Al-Hakim at-Termezi, który jest uważany za jednego z najsłynniejszych przedstawicieli sufizmu. Zmarł w 910 roku. Mauzoleum zostało zbudowane w IX-XV wieku.                                                           |
|         | Zaspół architektoniczny Sułtan Sadat       | W skład zespołu wchodzi około 20 mauzoleów. Jest tu pochowanych kilka sajjidów - czyli potomków proroka Mahometa, który szerzył islam w Azji Środkowej. Zespół zaczął powstawać od VII wieku. Większość budynków zespołu została zbudowana w XV-XVII wieku.   |
|         | Ruiny twierdzy Kyrk-Kyz                    | Twierdza została zbudowana w IX wieku przez zaratusztrian, zniszczona kilkadziesiąt lat później przez najazd arabski. |